# Dampierre-en-Montagne
Dampierre-en-Montagne ist eine französische Gemeinde mit 61 Einwohnern (Stand: 1. Januar 2022) im Département Côte-d’Or in der Region Bourgogne-Franche-Comté (vor 2016 Burgund). Sie gehört zum Arrondissement Montbard und zum Gemeindeverband Terres d’Auxois.

## Geografie
Die Gemeinde Dampierre-en-Montagne liegt in der Landschaft Auxois, etwa 42 Kilometer nordwestlich von Dijon an der Quelle des Ruisseau du Val Sambon, eines
Nebenflusses des Ozerain im Einzugsgebiet der Yonne. Das 10,36 km² umfassende Gemeindegebiet umschließt ein auf 450 bis 500 m über Meereshöhe gelegenes Hochplateau, das die Flusstäler von Ozerain und Brenne voneinander trennt. Auf dem Plateau überwiegt Ackerland, im Norden erstreckt sich das Waldgebiet Chênuet. Umgeben wird Dampierre-en-Montagne von den Nachbargemeinden Jailly-les-Moulins im Nordosten, Villeberny im Osten, Vitteaux im Süden, Posanges im Südwesten, Arnay-sous-Vitteaux im Westen sowie Villeferry und La Roche-Vanneau im Nordwesten.

## Ortsname
Die Namen Dompierre und Dampierre zeigen Orte mit einer Peterskirche (Saint-Pierre) an. Mit dem Namenszusatz -en-Montagne könnte man den Gemeindenamen als St. Peter in den Bergen übersetzen.
Der Ortsname taucht erstmals 1397 als Dompierre desur Viteaul auf. Der Name entwickelte sich über Domperre (1449), Dampierre (1547), Demperre (1562) erstmals zu Dampierre-en-Montagne (1574). Nachdem 1757 die Schreibweisen Dampierre-lès-Vitteaux und 1783 Dompierre-en-Montagne galten, blieb es ab 1801 bei der noch heute gebräuchlichen Form Dampierre-en-Montagne.

## Bevölkerungsentwicklung
| Jahr      | 1962 | 1968 | 1975 | 1982 | 1990 | 1999 | 2006 | 2014 | 2021 |
| --------- | ---- | ---- | ---- | ---- | ---- | ---- | ---- | ---- | ---- |
| Einwohner | 72   | 71   | 68   | 66   | 56   | 68   | 72   | 81   | 61   |

Im Jahr 1806 wurde mit 306 Bewohnern die bisher höchste Einwohnerzahl ermittelt. Die Zahlen basieren auf den Daten von cassini.ehess und INSEE.

## Sehenswürdigkeiten

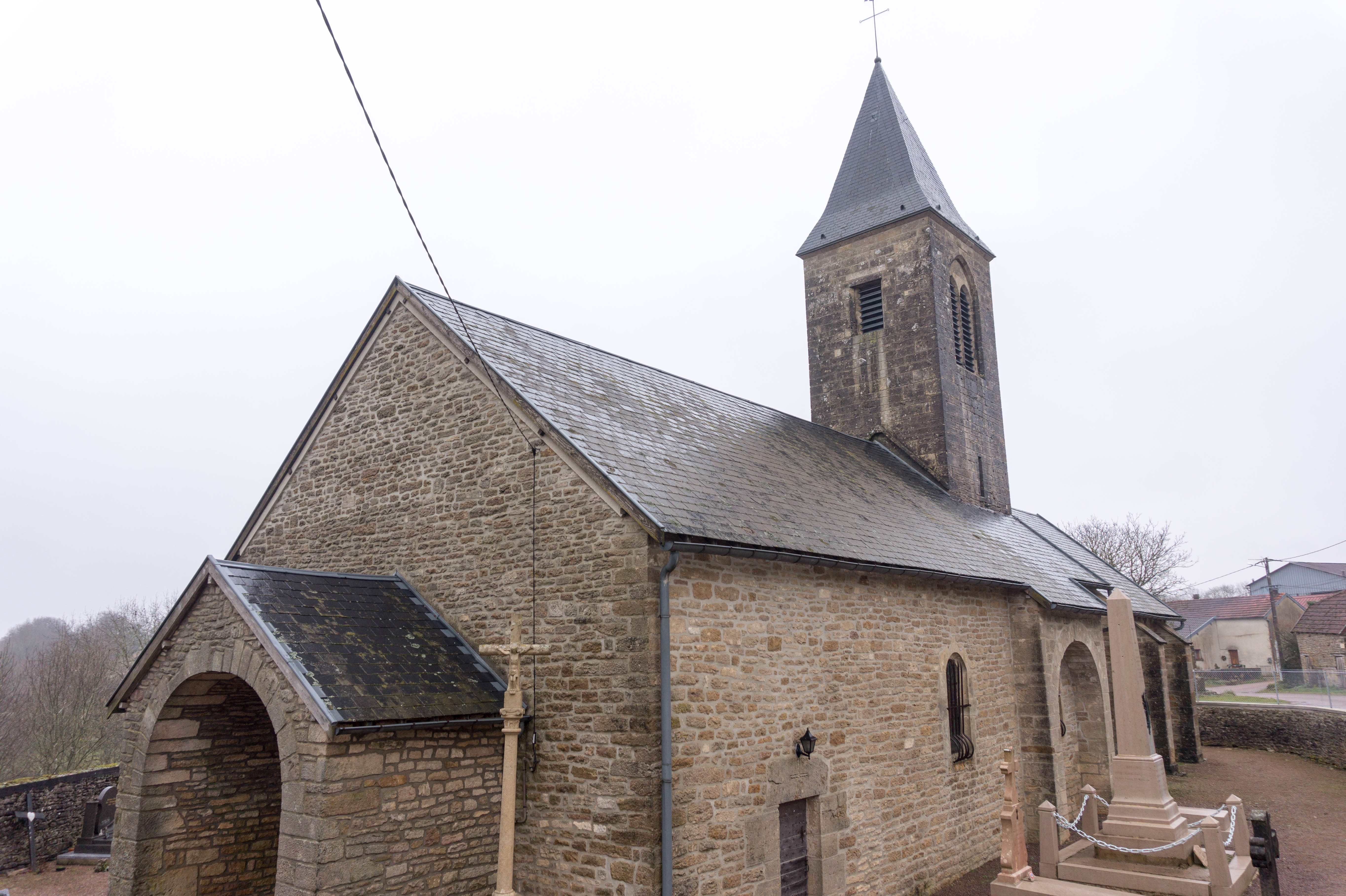
Kirche Saint-Pierre
- Zwei Lavoirs (Waschhäuser)
- Mehrere eingefasste Quellen
- Croix des Vignes, Monumentalkreuz
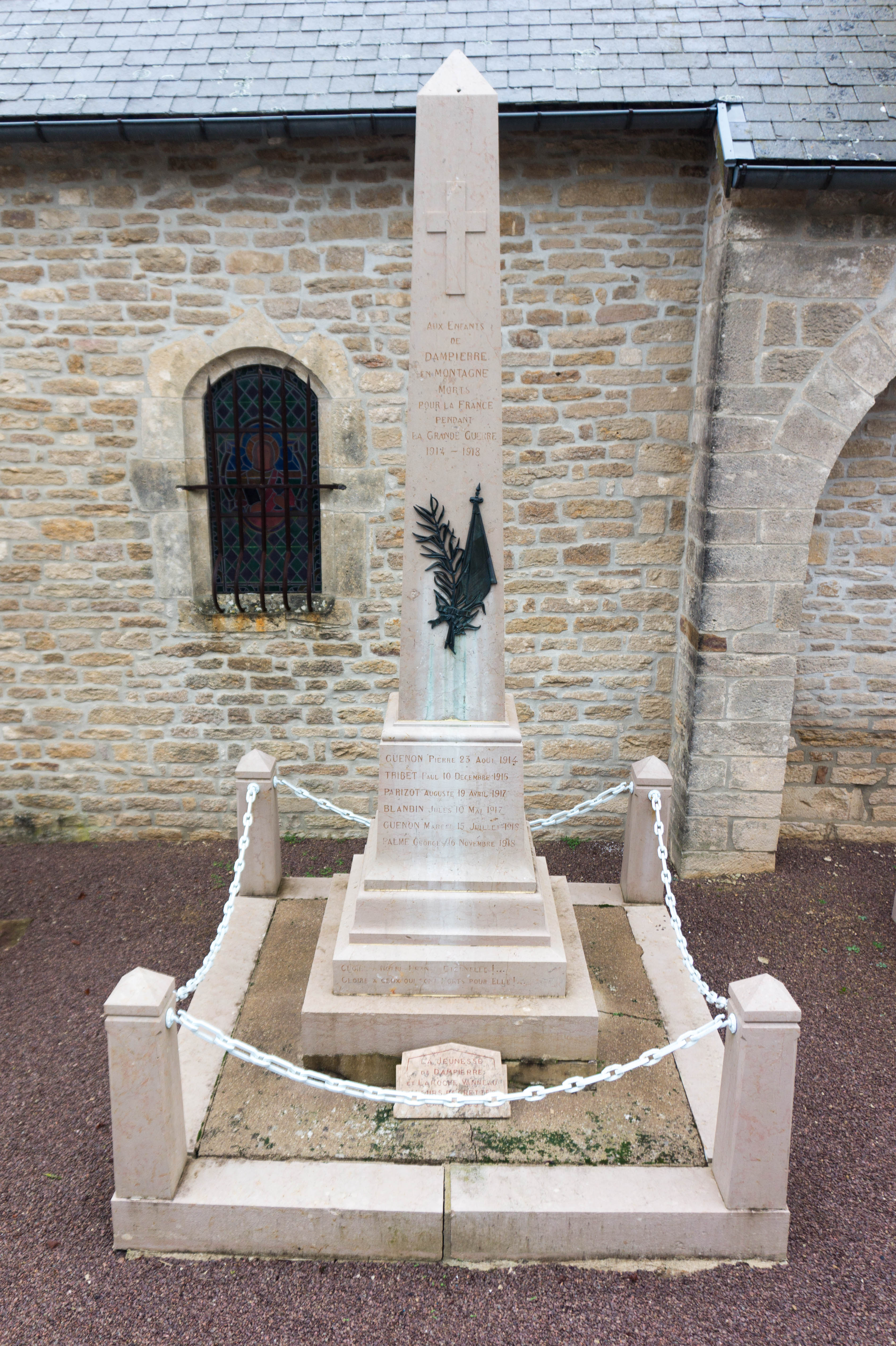
Gefallenendenkmal

- Kirche Saint-Pierre
- Gefallenendenkmal

## Wirtschaft und Infrastruktur
In Dampierre-en-Montagne sind neun Landwirtschaftsbetriebe ansässig (Getreideanbau, Rinderzucht).
Durch Dampierre-en-Montagne führt die Fernstraße D 117 von Posanges nach Boux-sous-Salmaise. Im 18 Kilometer südöstlich gelegenen Sombernon besteht ein Anschluss an die Autoroute A 38 nach Dijon.